# Polizia della Città di Buenos Aires
La Polizia della Città di Buenos Aires (Policía de la Ciudad de Buenos Aires in spagnolo) è la forza di polizia della Città Autonoma di Buenos Aires (CABA).

## Storia
È stata istituita con la legge 5688/16 del 17 novembre 2016 che trasferiva dal governo nazionale a quello della Città Autonoma di Buenos Aires tutte le funzioni e le facoltà in materia di sicurezza. La nuova forza di polizia è stata quindi costituita dalla fusione della Polizia Metropolitana con il distaccamento porteño della Polizia Federale Argentina. È entrata in servizio il 1º gennaio 2017.

## Dotazione

### Armamento
- Beretta PX4 Storm
- FN Browning GP-35
- Bersa Thunder 9
- SIG Sauer 1911
- Benelli M3
- Mossberg 500
- SIG Sauer SIG516
- SIG Sauer MPX

### Automezzi
- Ford Focus EXE[4]
- Peugeot 408[5]
- Citroën C4 Lounge
- Chevrolet Meriva
- Ford Ranger[6]
- Toyota Hilux
- Piaggio MP3
- Kawasaki Versys 650
- KTM Duke 390
- Yamaha TDM900
- BMW F750GS

### Elicotteri
- 2 MBB Bo 105
- 1 Eurocopter EC135